# Université Duke
Pour les articles homonymes, voir Duke.
L'université Duke (en anglais, Duke University) est une université de recherche privée nord-américaine, située à Durham (Caroline du Nord). L'université est nommée d'après la dynastie Duke. Bien que l'université ne fût officiellement fondée qu'en 1924, ses racines remontent jusqu'en 1838. elle est classée 20e au classement mondial THES - QS World University Ranking de 2021 (5e des États-Unis en 2020). Fréquemment appelée la « Harvard du Sud », Duke est l'université la plus sélective du Sud des États-Unis (selon US News & World Report 2008).
L'université est membre de l'Association des universités américaines, une association qui, depuis 1900, regroupe les universités de recherches d'élite d'Amérique du Nord.
Duke s'étend sur un campus de 38 km2, regroupant 212 bâtiments, majoritairement de style néogothique (dont Duke Forest et les jardins Sarah-P. Duke).
Le Terry Sanford Institute of Public Policy est un institut d'études politiques fondé en 1970 par le sénateur Terry Sanford.

## Histoire
Officiellement fondée en 1924, l'université reposait alors sur les bases d'une école privée fondée en 1838 dénommée Trinity College, qui n'était pas située originellement à Durham, mais dans le comté de Randolph (Caroline du Nord).
L'université tient son nom de son fondateur James Buchanan Duke.

## Personnalités liées à l'université

### Professeurs
- Raphael Lemkin,
- Jane Hirshfield
- Priscilla Wald
- Gertrude Elion, prix Nobel de physiologie ou médecine en 1988
- Houston A. Baker Jr., théoricien du Black Arts Movement
- Bruce Donald, informaticien et biologiste, James B. Duke Distinguished Professor (en) de l'université

### Étudiants
- Jenna Black
- Ryan Carnes
- Timothy D. Cook
- Eddy Cue
- Elizabeth Dole
- Laila el-Haddad
- Melinda Gates
- Annabeth Gish
- Kyrie Irving
- Russell Kirk
- Cassie Kozyrkov
- Rachel Kranton
- Christian Laettner
- Ricardo Lagos
- Karim M'Ziani
- Khaled Mattawa
- Jean-Paul Montagnier
- Richard Nixon
- Sara Öhrvall
- Ron Paul
- Rand Paul
- Eleanor C. Pressly
- Yasmin Rasyid
- Edyth H. Schoenrich
- Evie Shockley
- Robert Sink
- Kenneth Starr
- William Styron
- Jacob Tobia
- Charles Townes
- Rita Volk
- Richard Zimler

## Sport

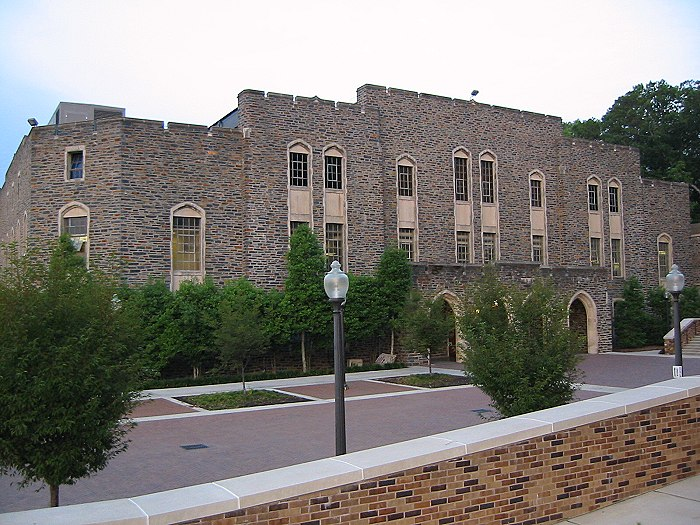
La Cameron Indoor Stadium, arène historique du basket-ball.

La faculté est représentée par 26 clubs universitaires, tous reliés sous le nom de Blue Devils. Outre les bonnes performances, les Blue Devils sont aussi très connus à cause de leur rivalité légendaire avec leurs voisins, les Tar Heels de UNC North Carolina (école publique).
Le sport le plus important de l'université, ou tout du moins celui qui est garant de sa popularité dans le pays (voir dans le monde), est sans conteste le basket-ball.

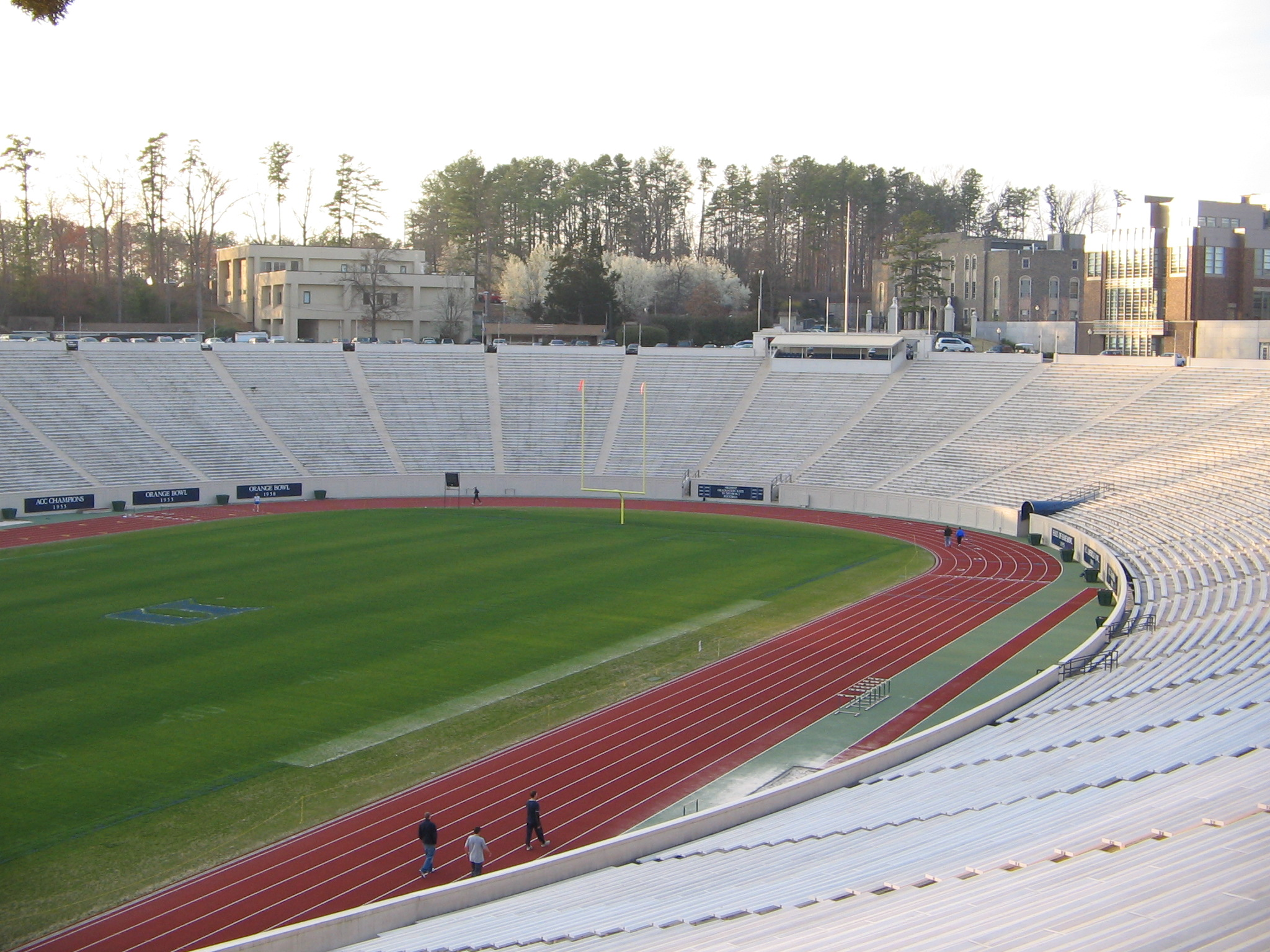
Le Wallace Wade Stadium, stade du football américain.

Emmenés par Mike Krzyzewski (aussi connu sous le nom de Coach K), les Blue Devils ont gagné 5 fois le tournoi final NCAA (1991, 1992, 2001, 2010 et 2015). L'engouement pour ce sport (et surtout ce que représente l'équipe aux yeux des étudiants) est tel sur le campus, que la pelouse devant le Cameron Indoor Stadium est investie par des étudiants-campeurs (qui se relaient pour faire la queue à la billetterie et suivre leurs cours) durant plusieurs semaines (jusqu'à 2 mois de camping pour le derby face à UNC).
Parmi les joueurs formés à Duke, on retrouve des (ex) pensionnaires de la NBA comme Grant Hill, Danny Ferry, Christian Laettner, Elton Brand, Shane Battier, Carlos Boozer, Chris Duhon, Mike Dunleavy Jr., J. J. Redick, Shelden Williams, Jabari Parker, Kyrie Irving, Jahlil Okafor, Brandon Ingram, Jayson Tatum, Grayson Allen, Zion Williamson, R. J. Barrett ou Cam Reddish.
Mais les Blue Devils c'est aussi du football, du tennis, de la crosse, du golf, de l'athlétisme, du baseball, de l'escrime, du football américain, de la natation, de la lutte, du hockey sur gazon, de l'aviron, et du volley-ball.